# Kolja Lessing
Pour les articles homonymes, voir Lessing.
Kolja Lessing (Karlsruhe, 15 octobre 1961) est un pianiste, violoniste, compositeur et professeur allemand.

## Biographie
Lessing reçoit sa première formation musicale de sa mère. Dès 1968, il rejoint la classe de violon d'Hansheinz Schneeberger à Bâle. À partir de 1979, il étudie aussi le piano avec Peter Efler, pour passer ses examens en 1982 et 1983. De 1989 à 1993, il enseigne la musique de chambre et le violon à la Hochschule für Musik de Wurzbourg et à partir de 1993, à l'École de musique Felix Mendelssohn de Leipzig. Depuis 2000, il enseigne à l'École de musique de Stuttgart. En 2009, il était artiste en Résidence à la Villa Esche à Chemnitz.
Lessing donne des concerts en tant que violoniste et pianiste. il a enregistré plusieurs disques, notamment ceux intitulés Pioneers and Exiles, Hommage à Eugène Ysaÿe, Piano Transcriptions et Musique pour piano.
Lessing se consacre à la Musique du XXe siècle et en particulier aux œuvres de l'époque du national-socialisme lorsque des artistes sont poursuivis par les autorités, dont Franz Schreker et son élève Ignace Strasfogel. Stylistiquement différentes de conceptions, Lessing a créé des compositions pour violon seul d'Abel Ehrlich, Jacqueline Fontyn, Berthold Goldschmidt, Klaus Hinrich Stahmer et d'autres qui exprime son style de jeu expressif et personnel.
Le compositeur Boris Yoffe, lui a dédié Volksweise, œuvre pour violon seul.

## Prix
- Prix du Musikkredits de Bâle pour la composition de Die Schönheit eines Traumes [La Beauté d'un Rêve] (1980)
- En 1999, Johann Wenzel, Stamitz-Prix, prix spécial pour son engagement en faveur des compositeurs ostracisés
- En 2008, Prix de la critique allemande
- En 2015, Prix Otto-Cerf[2]
- En 2015, Distinction Otto-Hirsch

## Discographie
Kolja Lessing a enregistré pour les labels Decca, Capriccio, CPO, EDA, Hänssler Classic et Largo Records.
- Kolja Lessing : violon et piano, J-S. Bach (Partita no 3), Isang Yun (Königliches Thema), Paul Hindemith (Sonate op. 11), Robert Schumann, Liszt, Rachmaninoff (1988, Ars Musici) (OCLC 876583295)
- Igor Markevitch, L'Envol d'Icare, Noces, Galop, Sérénade - Christopher Lyndon-Gee, Kolja Lessing, Franz Lang (percussions) - Markevitch Ensemble (1993, Largo 5127)
- Zoltán Székely, Sándor Veress et Béla Bartók, Sonates pour violon (23-24 mai 1997, Capriccio) (OCLC 704922331)
- Piano transcriptions, Ignace Strasfogel, Franz Schreker (8-10 juin 1999, Capriccio) (OCLC 704922424)
- Pioneers and exiles, musique pour violon d'Israël ; Haim Alexander, Paul Ben-Haim, Abel Ehrlich, Mordecai Seter (18-19 mars 2004, Hänssler Classic) (OCLC 841414965)
- Johann Paul von Westhoff, Suites pour violon seul - Kolja Lessing, violon (2004, Capriccio C67083) (OCLC 704924947)
- Ernst von Gemmingen, Concertos pour violon nos 1 à 4 - Munchner Rundfunkorchester, dir. Ulf Schirmer (6-10 décembre 2010/2016, 2CD CPO 777866) (OCLC 885052480 et 947121221)